# Paradelphomyia (Oxyrhiza) nubifera
Paradelphomyia (Oxyrhiza) nubifera is een tweevleugelige uit de familie steltmuggen (Limoniidae). De soort komt voor in het Oriëntaals gebied.